# Stare Brzeźno
Stare Brzeźno (dodatkowa nazwa w j. kaszub. Stôré Brzézno) – kolonia  w Polsce położona w województwie pomorskim, w powiecie bytowskim, w gminie Lipnica.
Kolonia kaszubska na obszarze Kaszub zwanym Gochami, 1,2 km na południowy wschód od drogi krajowej nr 20 ze Stargardu do Gdyni.
W latach 1975–1998 miejscowość administracyjnie należała do województwa słupskiego.